# Campeonato Mundial de Natação em Piscina Curta de 2010 - 1500 m livre masculino
A prova dos 1500 metros nado livre masculino do Campeonato Mundial de Natação em Piscina Curta de 2010 foi disputado em 19 de dezembro em Dubai nos Emirados Árabes Unidos.

## Recordes
Antes desta competição, os recordes mundiais e do campeonato nesta prova eram os seguintes:
|    | Nome          | Nacionalidade | Tempo (minuto) | Local      | Data                |
| -- | ------------- | ------------- | -------------- | ---------- | ------------------- |
| WR | Grant Hackett | Austrália     | 14:10.10       | Perth      | 7 de agosto de 2001 |
| CR | Yury Prilukov | Rússia        | 14:22.98       | Manchester | 13 de abril de 2008 |

## Medalhistas
| Ouro                   | Prata              | Bronze               |
| Oussama Mellouli (TUN) | Mads Glæsner (DEN) | Gergely Gyurta (HUN) |

## Resultado
A prova teve sua disputa realizada em 19 de dezembro.
| Colocação         | Bateria | Raia | Nome                     | Nacionalidade       | Tempo    | Notas |
| ----------------- | ------- | ---- | ------------------------ | ------------------- | -------- | ----- |
| Medalha de ouro   | 2       | 4    | Oussama Mellouli         | Tunísia             | 14:24.16 |       |
| Medalha de prata  | 4       | 5    | Mads Glæsner             | Dinamarca           | 14:29.52 |       |
| Medalha de bronze | 4       | 1    | Gergely Gyurta           | Hungria             | 14:31.47 |       |
| 4                 | 4       | 4    | Federico Colbertaldo     | Itália              | 14:33.92 |       |
| 5                 | 3       | 2    | Peter Vanderkaay         | Estados Unidos      | 14:35.25 |       |
| 6                 | 4       | 3    | Sébastien Rouault        | França              | 14:42.79 |       |
| 7                 | 3       | 3    | Ahmed Mathlouthi         | Tunísia             | 14:43.25 |       |
| 8                 | 4       | 8    | Lucas Kanieski           | Brasil              | 14:45.51 |       |
| 9                 | 3       | 1    | Sean Ryan                | Estados Unidos      | 14:46.38 |       |
| 10                | 3       | 4    | Heerden Herman           | África do Sul       | 14:50.10 |       |
| 11                | 4       | 2    | Samuel Pizzetti          | Itália              | 14:52.81 |       |
| 12                | 1       | 2    | Dai Jun                  | China               | 14:53.80 |       |
| 13                | 4       | 6    | Pál Joensen              | Ilhas Faroe         | 14:54.94 |       |
| 14                | 1       | 4    | Cristian Quintero        | Venezuela           | 14:58.50 |       |
| 15                | 2       | 3    | Esteban Enderica         | Equador             | 15:04.41 |       |
| 16                | 2       | 1    | Alejandro Gómez          | Venezuela           | 15:06.80 |       |
| 17                | 4       | 7    | Serhiy Frolov            | Ucrânia             | 15:07.74 |       |
| 18                | 3       | 5    | Sergey Bolshakov         | Rússia              | 15:09.15 |       |
| 19                | 3       | 8    | Christian Scherübl       | Áustria             | 15:12.63 |       |
| 20                | 3       | 7    | Ventsislav Aydarski      | Bulgária            | 15:16.37 |       |
| 21                | 3       | 6    | Esteban Paz              | Argentina           | 15:24.31 |       |
| 22                | 2       | 6    | Ivan Enderica Ochoa      | Equador             | 15:26.84 |       |
| 23                | 1       | 7    | Zhang Zhongchao          | China               | 15:28.31 |       |
| 24                | 2       | 2    | Sebastián Jahnsen Madico | Peru                | 15:30.29 |       |
| 25                | 2       | 7    | Andres Olvik             | Estónia             | 15:41.81 |       |
| 26                | 2       | 5    | Gabriel Villagoiz        | Argentina           | 15:51.06 |       |
| 27                | 1       | 5    | Irakli Revishvili        | Geórgia             | 15:55.17 |       |
| 28                | 2       | 8    | Mohamed Farhoud          | Egito               | 16:04.64 |       |
| 29                | 1       | 6    | Jackson Niyomugabo       | Ruanda              | 23:27.92 |       |
| 30 !              | 1       | 3    | Derrick Bakhuis          | Antilhas Holandesas | DNF      |       |

Legenda
| Recorde mundial       | Recorde mundial (World record)               |                       | Recorde africano                      | Recorde africano (African) |                                           | Q | Classificado por posição (Qualified) |
| Recorde do campeonato | Recorde do campeonato (Championship record)  | Recorde da América    | Recorde da América (Americas)         | q                          | Classificado por melhor tempo (Qualified) |   |                                      |
| Melhor marca do ano   | Melhor marca do ano (World leading)          | Recorde asiático      | Recorde asiático (Asian)              | DNS                        | Não largou (Did not start)                |   |                                      |
| Recorde nacional      | Recorde nacional (National record)           | Recorde europeu       | Recorde europeu (European)            | DNF                        | Não terminou (Did not finish)             |   |                                      |
| Recorde pessoal       | Recorde pessoal do atleta (Personal best)    | Recorde da Oceania    | Recorde da Oceania (Oceania)          | DSQ / DQ                   | Desclassificado (Disqualified)            |   |                                      |
| Recorde da temporada  | Recorde da temporada do atleta (Season best) | Recorde sul-americano | Recorde sul-americano (South America) | NM                         | Sem marca (No mark)                       |   |                                      |